# Sulkavanjärvi (sjö i Siilinjärvi, Norra Savolax, Finland)
Sulkavanjärvi eller Sulkavajärvi är en sjö i Finland. Den ligger i kommunen Siilinjärvi i landskapet Norra Savolax, i den centrala delen av landet, 400 km norr om huvudstaden Helsingfors. Sulkavanjärvi ligger 84,9 meter över havet. I omgivningarna runt Sulkavanjärvi växer i huvudsak blandskog. Den är 17 meter djup. Arean är 3,21 kvadratkilometer och strandlinjen är 22,53 kilometer lång. Sjön  ingår i Vuoksens huvudavrinningsområde. 